# سيمون نيلسن (لاعب هوكي الجليد)
سيمون نيلسن (بالدنماركية: Simon Nielsen)‏ هو لاعب هوكي الجليد دنماركي، ولد في 27 أكتوبر 1986 في هرنينغ في الدنمارك.

## وصلات خارجية
- سيمون نيلسن على موقع EliteProspects.com (الإنجليزية)
- سيمون نيلسن على موقع Eurohockey.com (الإنجليزية)
- سيمون نيلسن على موقع HockeyDB.com (الإنجليزية)